# Küps
Küps è un comune tedesco di 8 177 abitanti, situato nel land della Baviera.